# La Côte (quotidien)
Pour les articles homonymes, voir La Côte.
La Côte est un quotidien régional de Suisse romande édité à Nyon. Une édition quotidienne (LU-VE) payante ainsi qu'un hebdomadaire gratuit (JE) viennent compléter l'offre numérique de ce média.

## Historique
Journal régional lémanique (Nyon, Rolle, Aubonne, Morges), issu de la fusion du Journal de Nyon (créé en 1892), du Journal de Rolle et de Morges Actualités., il paraît pour la première fois sous la forme quotidienne en 1987. A paru jusqu’en 1996 sous le titre Quotidien de la Côte/Ouest lémanique. Depuis le mois de mai 2015, il a retrouvé son titre Le Quotidien de La Côte.
Il appartient au Groupe Suisse ESH Médias depuis juillet 2001.
Auparavant, son éditeur était Jean-Jacques Manz, alors que Gilles Vallat en a été le rédacteur en chef de 1989 à 2006. Depuis 2018, Michel Jotterand en est le rédacteur en chef, et Gilles Biéler, le rédacteur en chef adjoint.